# Boduhithi
Boduhithi est une petite île inhabitée des Maldives. Elle constitue une des îles-hôtel des Maldives en accueillant le Coco Palm Bodu Hiti Resort, auparavant le Boduhithi Coral Island Resort, ouvert depuis 1981.

## Géographie
Boduhithi est située dans le centre des Maldives, dans l'Ouest de l'atoll Malé Nord, dans la subdivision de Kaafu. Elle se situe à environ 29 km de la capitale Malé.